# بريسيجن إير الرحلة 494
بريسيجن إير الرحلة 494 (PW494) هي رحلة ركاب محلية مجدولة داخل دولة تنزانيا، من مطار دار السلام الدولي إلى مطار بوكوبا عبر مطار موانزا. وفي 6 نوفمبر 2022 هبطت الطائرة إيه تي آر 42 في بحيرة فيكتوريا أثناء محاولتها الهبوط خلال طقس سيئ وكانت ظروف الرؤية منخفضة. وأسفر الحادث عن مقتل 19 شخصاً بينهم طياران غرقا قبل أن يتمكن عمال الإنقاذ من الوصول إليهما.

## الحادث

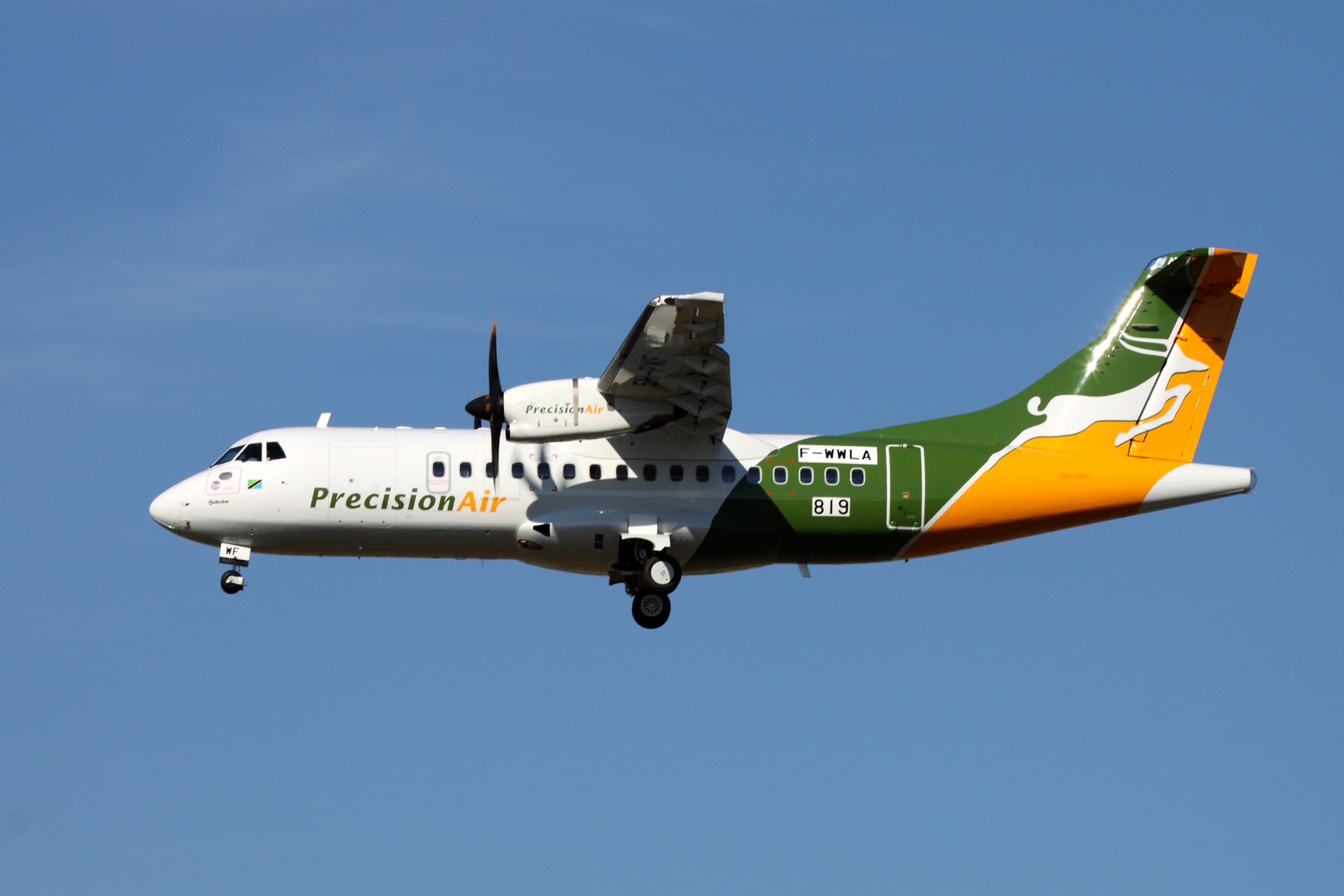
رحلة 494 من دار السلام

أقلعت الرحلة 494 من دار السلام حوالي الساعة 06:00 بتوقيت شرق إفريقيا وكان من المقرر أن تهبط في مطار بوكوبا حوالي الساعة 8:30 بعد توقف في موانزا. وذكر أحد الناجين أن الطيارين اضطروا إلى تغيير مسار الطائرة بسبب تدهور الأحوال الجوية وأن الطائرة اضطرت إلى التحليق باتجاه الحدود التنزانية الأوغندية قبل العودة نحو بوكوبا. وذكر الراكب أيضًا أنه أثناء اقترابهم واجهوا اضطرابًا شديدًا بعد إبلاغهم أنهم سيهبطون قريبًا، ووجدوا أنفسهم في النهاية في البحيرة حيث بدأت الطائرة في امتصاص الماء.
هبطت الطائرة في بحيرة فيكتوريا في الساعة 08:45، قبل 500 متر (1,600 قدم) على مسافة قصيرة من المدرج. وذكر الناجون أن الجزء الأمامي من الطائرة امتلأ على الفور بكمية كبيرة من الماء، مما تسبب في حالة من الذعر داخل المقصورة. ثم فتحت المضيفات مخارج الطوارئ وبدأ الركاب في الهروب من الطائرة الغارقة. وأظهرت الصور ومقاطع الفيديو التي انتشرت على مواقع التواصل الاجتماعي أن الطائرة مغمورة بالكامل تقريبًا، ولم يظهر سوى جزء الذيل فوق خط المياه.

## الطائرة
كانت الطائرة المتورطة في الحادث من طراز إيه تي آر 42-500 البالغة من العمر 12 عامًا واسمها «بوكوبا» برقم مسلسل 819 ومسجلة باسم 5H-PWF. سلمت إلى شركة بريسيجن إير في أغسطس 2010. وكانت الطائرة مدعومة بمحركين توربينيين من طراز برات آند ويتني كندا بي دبليو 127 ‏.

## الركاب وطاقم الطائرة
وكان على متنها 39 راكبا وأربعة من أفراد الطاقم من بينهم طفل رضيع. غالبية هؤلاء كانوا من التنزانيين، وذكرت وسائل الإعلام المحلية أن اثنين على الأقل من الكينيين، بما في ذلك الضابط الأول. وعُرف قائد الطائرة على أنه القبطان بوروهاني روباغا (Buruhani Rubaga)، بينما كان مساعد الطيار الضابط الأول پيتر أودهيامبو (Peter Odhiambo).
ومن بين 43 شخصا كانوا على متنها مات 19 بمن فيهم الطياران. وغرق الطياران قبل أن يتمكن عمال الإنقاذ من الوصول إليهما.

## الإنقاذ والإنعاش
وكان الصيادون المحليون هم أول من وصل إلى مكان الحادث. لقد كسروا الباب الخلفي عن طريق تحطيمه بمجداف، ونجحوا في إنقاذ الجالسين في الخلف. كان كلا الطيارين لا يزالان على قيد الحياة وواعين حيث لم يكن هناك تسرب للمياه داخل قمرة القيادة. حاول صياد كسر نوافذ قمرة القيادة بفأس ولكن نصحه من كان يتواصل مع الطيارين بالتوقف. ثم ربط حبلًا بباب الطوارئ في قمرة القيادة وحاول سحبه لفتحه باستخدام قوارب أخرى قريبة. انقطع الحبل، وبعد ذلك فقدا الوعي.
وصل عمال الانقاذ الى مكان الحادث لانقاذ من لا يزالون محاصرين داخل الطائرة. وفقًا لألبرت شالاميلا، المدير العام لمنطقة كاجيرا، كان عمال الطوارئ على اتصال بالطيارين في قمرة القيادة وحاولوا سحب الطائرة بالقرب من الشاطئ باستخدام الحبال والرافعات.

## التحقيقات
أثناء مراسم تشييع الضحايا في ملعب كايتابا بكاجيرا، أمر رئيس الوزراء مجاليوا بإجراء تحقيق في الحادث. وستشارك هيئة الطيران المدني في تنزانيا في التحقيق. وأكد مكتب التحقيقات الاتحادي الفرنسي أن أعضاءه سيسافرون إلى تنزانيا للمساعدة في التحقيق. كما سينضم المستشارون الفنيون من ATR إلى جهود التحقيق.

## ردود فعل
أُغلق مطار بوكوبا حتى 9 نوفمبر.
كتب رئيس تنزانيا سامية حسن على تويتر: «تلقيت بحزن معلومات تحطم طائرة بريسيجن إير في بحيرة فيكتوريا بمنطقة كاجيرا ، أبعث بتعازيّ لكل المتضررين من هذا الحادث. فلنستمر في الهدوء مع استمرار عملية الإنقاذ. نسأل الله أن يوفقنا».
زار مجاليوا الموقع وقال إنه سيُجرى تحقيق موسع لمعرفة الأسباب الكاملة للحادث.
في 7 نوفمبر، أقيمت مراسم جنازة في كاجيرا ملعب كايتابا. وأدى رئيس الوزراء مجاليوا، إلى جانب رجال دين مسلمين ومسيحيين، الصلاة على الضحايا في ملعب كايتابا، حيث تجمع المئات من المعزين. وصرح بعد ذلك بأن الحكومة ستغطي تكاليف الجنازة، مضيفة أنه سيُوفر مليون شيلينغ تانزاني إضافي لأقارب الضحايا.

## روابط خارجية
- " حادث هبوط PW 494 نسخة محفوظة 15 نوفمبر 2022 على موقع واي باك مشين. " (ملف PDF نسخة محفوظة 15 نوفمبر 2022 على موقع واي باك مشين.) - هيئة الطيران المدني التنزانية